# حملات الإغريق في الهند

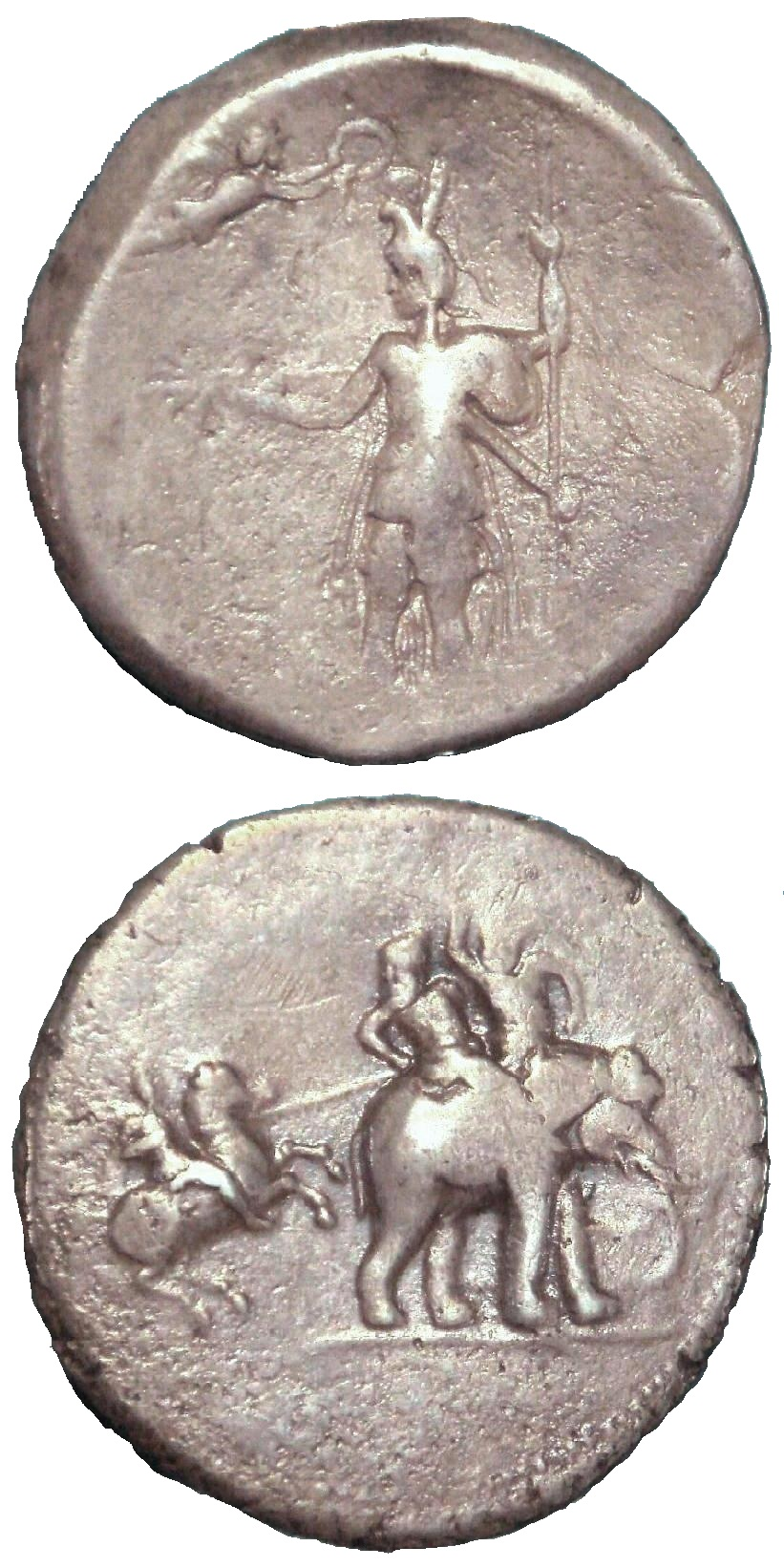
عملة اليكسندر التي ترمز للفوز(مصنوعة من معدن النحاس)

في العصور القديمة، ازدهرت التجارة بين شبه القارة الهندية واليونان من خلال الاتجار بالحرير والتوابل والذهب. غزا الإغريق جنوب آسيا عدة مرات، بدءًا بغزو الإسكندر الأكبر ولاحقًا بتأسيس المملكة الهندية الإغريقية.

## أسطورة الإله باخوس في الهند القديمة
تنص إحدى الروايات الأسطورية على أنه حين كبُر الإله الإغريقي باخوس / ديونيسوس، اكتشف زراعة الكرمة وطريقة استخلاص عصيرها الثمين، فكان أول من فعل ذلك؛ لكن هيرا أصابته بالجنون، وجعلته هائمًا عبر أجزاء مختلفة من الأرض. في فريجيا، شفته الإلهة كوبيلي، المعروفة لدى الإغريق باسم ريا، وعلمته طقوسها الدينية، وانطلق عبر آسيا لتعليم الشعوب زراعة الكرمة. أشهر جزء من طوافه هو رحلته إلى شبه القارة الهندية، والتي قيل إنها استمرت عدة سنوات. وفقًا لإحدى الأساطير، عندما وصل الإسكندر الأكبر إلى مدينة تسمى نيسا بالقرب من نهر السند، قال السكان المحليون أن مدينتهم أسسها ديونيسوس في الماضي البعيد وأنها مكرسة للإله ديونيسوس. اتخذت هذه الرحلات طابع الغزوات العسكرية؛ وفقًا لديودور الصقلي، فقد غزا العالم كله باستثناء بريطانيا وإثيوبيا. بعد عودته منتصرًا (كان يُعتبر مؤسس موكب النصر) تعهد بإدخال شعائر عبادته إلى اليونان، ولكن عارضه بعض الأمراء الذين توجسوا إدخالها بسبب الاضطرابات والجنون المرافقان لها (بينثيوس أو ليكورغو، أحد الأمثلة على ذلك).

## غزوات الإسكندر الأكبر (327 – 327 قبل الميلاد)
في عام 327 قبل الميلاد بدأ الإسكندر الأكبر غزوته في البنجاب. سلّم الملك إمبي، حاكم تاكسيلا، المدينة إلى الإسكندر. فر الكثيرون إلى قلعة/صخرة عالية تدعى أورنوس. استولى الإسكندر على أورنوس بهجوم عاصف بعد حصار ناجح. خاض الإسكندر معركة ملحمية ضد الملك الهندي القديم بورس في معركة هيداسبس (326).
كانت مملكة ماجادها القوية، تحت حكم أسرة ناندا، تقع شرقي مملكة بورس، بالقرب من نهر الغانج.

وفقًا لبلوتارخ، في وقت معركة نهر هيداسبس التي خاضها الإسكندر، بلغ جيش ماجادها في أقصى الشرق 200,000 جندي من المشاة و80,000 فارس و8,000 عجلة حربية و6,000 فيل حربي، الأمر الذي كان محبطًا لرجال الاسكندر وأوقف تقدمهم في شبه القارة الهندية:
أما بالنسبة للمقدونيين، فإن صراعهم مع بورس أضعف شجاعتهم وأوقف تقدمهم في الهند. لأنهم امتلكوا كل ما يمكنهم فعله لصد العدو الذي لم يحشد سوى 20,000 جندي من المشاة و2,000 حصان، فقد عارضوا الإسكندر بشدة عندما أصر على عبور نهر الغانج أيضًا، وكان عرضه، بقدر ما علموا، اثنان وثلاثون فرسخًا، وعمقه مائة قامة، في حين كانت ضفافه على الجانب الآخر مؤمنة بأعداد كبيرة من جنودٍ مدججين بالسلاح وفرسانٍ وفيلة. ولأنه قيل لهم أن ملوك الغنادرة والبريسي كانوا بانتظارهم مع 80,000 فارس و200,000 راجل و8,000 عجلة حربية و6,000 فيل حربي. ولم يكن في هذه التقارير أي تباه. بالنسبة لأندروكوتوس، الذي حكم هناك بعد ذلك بوقت قصير، أعد هدية إلى سلوقس مؤلفة من 500 فيل، ومع جيشٍ قوامه 600,000 رجل اجتاح الهند وأخضعها بالكامل.

- بلوتارخ، حيوات موازية، «حياة الإسكندر»
مرهقًا وخائفًا من احتمال مواجهة جيش هندي عملاق آخر في نهر الغانج، تمرد جيشه عند نهر هيفاسيس (يُدعى نهر بيس في يومنا هذا)، رافضًا الزحف إلى الشرق. اقتنع الإسكندر، بعد لقاءه ضابطه كوينوس، أنه من الأفضل العودة.
أُجبر الإسكندر على الانعطاف جنوبًا، منتزعًا طريقه عبر نهر السند إلى بحر العرب. أرسل جزءًا كبيرًا من جيشه إلى كرمانيا (جنوب إيران الحديثة) مع جنراله كراتيروس، وكلف الأميرال نيارخوس بقيادة أسطولٍ لاستكشاف شاطئ الخليج العربي، في حين قاد بقية قواته إلى بلاد فارس على الطريق الجنوبي عبر غيدروسيا (مكران الحالية في جنوب باكستان).
ترك الإسكندر وراءه قواتًا إغريقية استقرت في مدينة تاكسيلا، في باكستان حاليًا. حكم العديد من الجنرالات، مثل يوديموس وبيثون، الولاية المنشأة حديثًا حتى نحو 316 قبل الميلاد. كان أحدهم، سوفيتس (305 – 294 قبل الميلاد)، أميرًا هنديًا مستقلًا في البنجاب.